# فابيان سانشيز
فابيان سانشيز (بالإسبانية: Roberto Fabian Sanchez Doldan)‏ هو لاعب كرة قدم ومدرب كرة قدم باراغواياني في مركز الهجوم، ولد في 10 أبريل 1988 في باراغواي. لعب مع نادي أتروميتوس.

## وصلات خارجية
- فابيان سانشيز على موقع قاعدة بيانات كرة القدم.إي يو (الإنجليزية)